# Rhynchobatus djiddensis
Rhynchobatus djiddensis is een rog uit de familie Rhinidae. De soort komt voor in de Rode Zee en in de Indische Oceaan langs de gehele oostkust van Afrika tot aan Zuid-Afrika, op diepten van 2 tot 50 meter.
De vis kan een lengte bereiken van 3,1 m en zo'n 230 kg wegen. Vrouwtjes kunnen tot 10 jongen per worp ter wereld brengen.
Hun voeding bestaat uit macrofauna (tweekleppigen, krabben, kreeften), inktvis en kleine visjes.

## Naam
De wetenschappelijke naam van de soort werd in 1775, als Raja djiddensis, voor het eerst geldig gepubliceerd door Peter Forsskål.

### Synoniemen
- Rhynchobatus djiddensis (Forsskål, 1775)
  - Raja djiddensis Forsskål, 1775 (basioniem)
  - Rhinobatos djiddensis (Forsskål, 1775)
- Rhinobatos maculata Ehrenberg, 1829
- Rhynchobatus djiddensis australiae Whitley, 1939

## Relatie tot de mens
De visserij op deze rog en verwante soorten is hevig. Het afsnijden van haaienvinnen van deze soorten is een winstgevende bezigheid. In de Rode Zee bestaat een uitgebreide visserij op haaien en roggen. Nog schadelijker voor deze roggen is een grootschalige visserij van Taiwanese of onder de Indonesische vlag varende visserschepen voor de kust van Oost-Afrika. Volgens het IUCNrapport waren in 2006 tussen de 150 tot 200 schepen bezig met de visserij speciaal op vioolroggen. Daarnaast worden deze vissoorten bedreigd door habitatvernietiging door bouwactivititeiten en vervuiling langs de kust. De soort staat daarom op de Rode Lijst van de  IUCN.